# Ymako Theatri
 (décembre 2022).
Si vous disposez d'ouvrages ou d'articles de référence ou si vous connaissez des sites web de qualité traitant du thème abordé ici, merci de compléter l'article en donnant les références utiles à sa vérifiabilité et en les liant à la section « Notes et références ».
L’Ymako Theatri est une compagnie de théâtre d'Abidjan, en Côte d'Ivoire (en bambara, ymako signifie « ton problème, ce qui te concerne »).

## Pièces
- 1995 : Le Prophète Sery Gbalou
- 1996 : La Légende de Kaîdara
- 1998 : Fama de Koffi Kwahulé
- 2000 : Les Paléos
- 2001 : Nos Cousins de la forêt
- 2002 : Mousso koroni
- 2005 : L'Œil du cyclone
- 2006 : Domin et Zézê